# Baratier
Pour les articles homonymes, voir Baratier (homonymie).
Baratier est une commune française située dans le département des Hautes-Alpes, en région Provence-Alpes-Côte d'Azur.
Ses habitants sont appelés les Baratons. Située dans les Alpes du Sud, à proximité le lac de Serre-Ponçon et de la ville d'Embrun, la commune de Baratier s'étend sur 1 490 ha et compte 643 habitants.

## Géographie

### Localisation

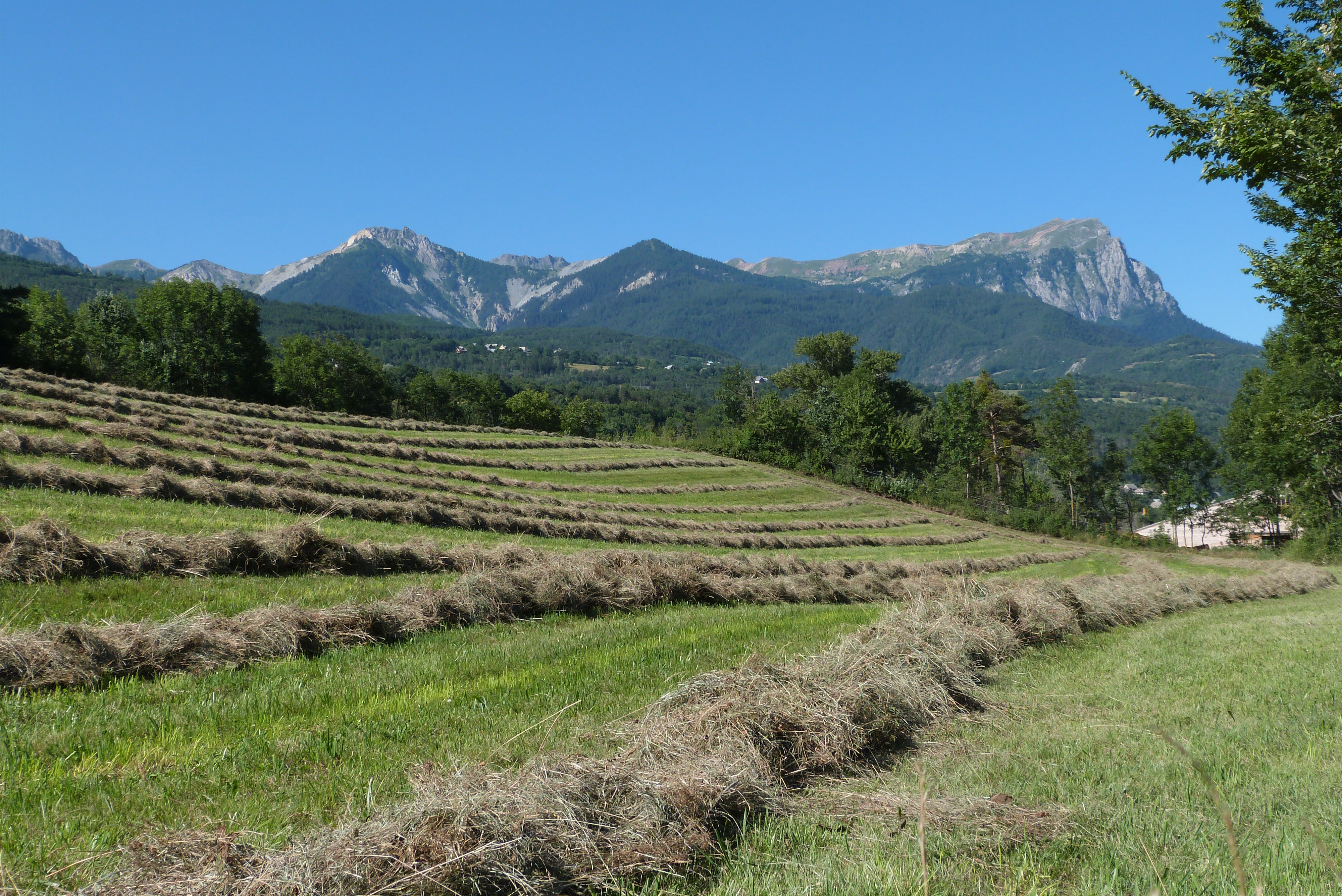
La plaine agricole du Grand Liou.

Baratier est située à 50 km de Briançon, à 40 km de Gap, à 4 km d’Embrun et à proximité des stations de sports d'hiver des Orres et de Crévoux.
Le point culminant de la commune est le mont Pouzenc, à 2 898 m d'altitude.
Quatre communes sont limitrophes de Baratier :
|       | Embrun   |               |
| Crots | Baratier | Saint-Sauveur |
|       |          | Les Orres     |

### Climat
Pour des articles plus généraux, voir Climat de Provence-Alpes-Côte d'Azur et Climat des Hautes-Alpes.
En 2010, le climat de la commune est de type climat des marges montargnardes, selon une étude du Centre national de la recherche scientifique s'appuyant sur une série de données couvrant la période 1971-2000. En 2020, Météo-France publie une typologie des climats de la France métropolitaine dans laquelle la commune est exposée à un climat de montagne ou de marges de montagne et est dans la région climatique Alpes du sud, caractérisée par une pluviométrie annuelle de 850 à 1 000 mm, minimale en été.
Pour la période 1971-2000, la température annuelle moyenne est de 9,5 °C, avec une amplitude thermique annuelle de 18,1 °C. Le cumul annuel moyen de précipitations est de 847 mm, avec 7 jours de précipitations en janvier et 5,8 jours en juillet. Pour la période 1991-2020, la température moyenne annuelle observée sur la station météorologique de Météo-France la plus proche, « Embrun », sur la commune d'Embrun à 3 km à vol d'oiseau, est de 11,1 °C et le cumul annuel moyen de précipitations est de 732,6 mm. 
La température maximale relevée sur cette station est de 38,4 °C, atteinte le 28 juin 2019 ; la température minimale est de −19,1 °C, atteinte le 9 janvier 1985,,.
Les paramètres climatiques de la commune ont été estimés pour le milieu du siècle (2041-2070) selon différents scénarios d'émission de gaz à effet de serre à partir des nouvelles projections climatiques de référence DRIAS-2020. Ils sont consultables sur un site dédié publié par Météo-France en novembre 2022.

### Transports
Le territoire communal est traversé par les routes départementales 40 (liaison de la route nationale 94 aux Orres) et 240.
La route nationale 94 dessert la vallée de la Haute Durance entre Gap et Briançon et dessert Embrun.

## Urbanisme

### Typologie
Au 1er janvier 2024, Baratier est catégorisée commune rurale à habitat dispersé, selon la nouvelle grille communale de densité à 7 niveaux définie par l'Insee en 2022.
Elle appartient à l'unité urbaine d'Embrun, une agglomération intra-départementale dont elle est une commune de la banlieue,. Par ailleurs la commune fait partie de l'aire d'attraction d'Embrun, dont elle est une commune de la couronne,. Cette aire, qui regroupe 12 communes, est catégorisée dans les aires de moins de 50 000 habitants,.
La commune, bordée par un plan d’eau intérieur d’une superficie supérieure à 1 000 hectares, le lac de Serre-Ponçon, est également une commune littorale au sens de la loi du 3 janvier 1986, dite loi littoral. Des dispositions spécifiques d’urbanisme s’y appliquent dès lors afin de préserver les espaces naturels, les sites, les paysages et l’équilibre écologique du littoral, tel le principe d'inconstructibilité, en dehors des espaces urbanisés, sur la bande littorale des 100 mètres, ou plus si le plan local d’urbanisme le prévoit.

### Occupation des sols
L'occupation des sols de la commune, telle qu'elle ressort de la base de données européenne d’occupation biophysique des sols Corine Land Cover (CLC), est marquée par l'importance des forêts et milieux semi-naturels (78,2 % en 2018), une proportion identique à celle de 1990 (78,2 %). La répartition détaillée en 2018 est la suivante : 
forêts (56,3 %), espaces ouverts, sans ou avec peu de végétation (14,6 %), prairies (9,5 %), zones agricoles hétérogènes (7,3 %), milieux à végétation arbustive et/ou herbacée (7,2 %), zones urbanisées (3,1 %), zones industrielles ou commerciales et réseaux de communication (2 %).
L'évolution de l’occupation des sols de la commune et de ses infrastructures peut être observée sur les différentes représentations cartographiques du territoire : la carte de Cassini (XVIIIe siècle), la carte d'état-major (1820-1866) et les cartes ou photos aériennes de l'IGN pour la période actuelle (1950 à aujourd'hui).

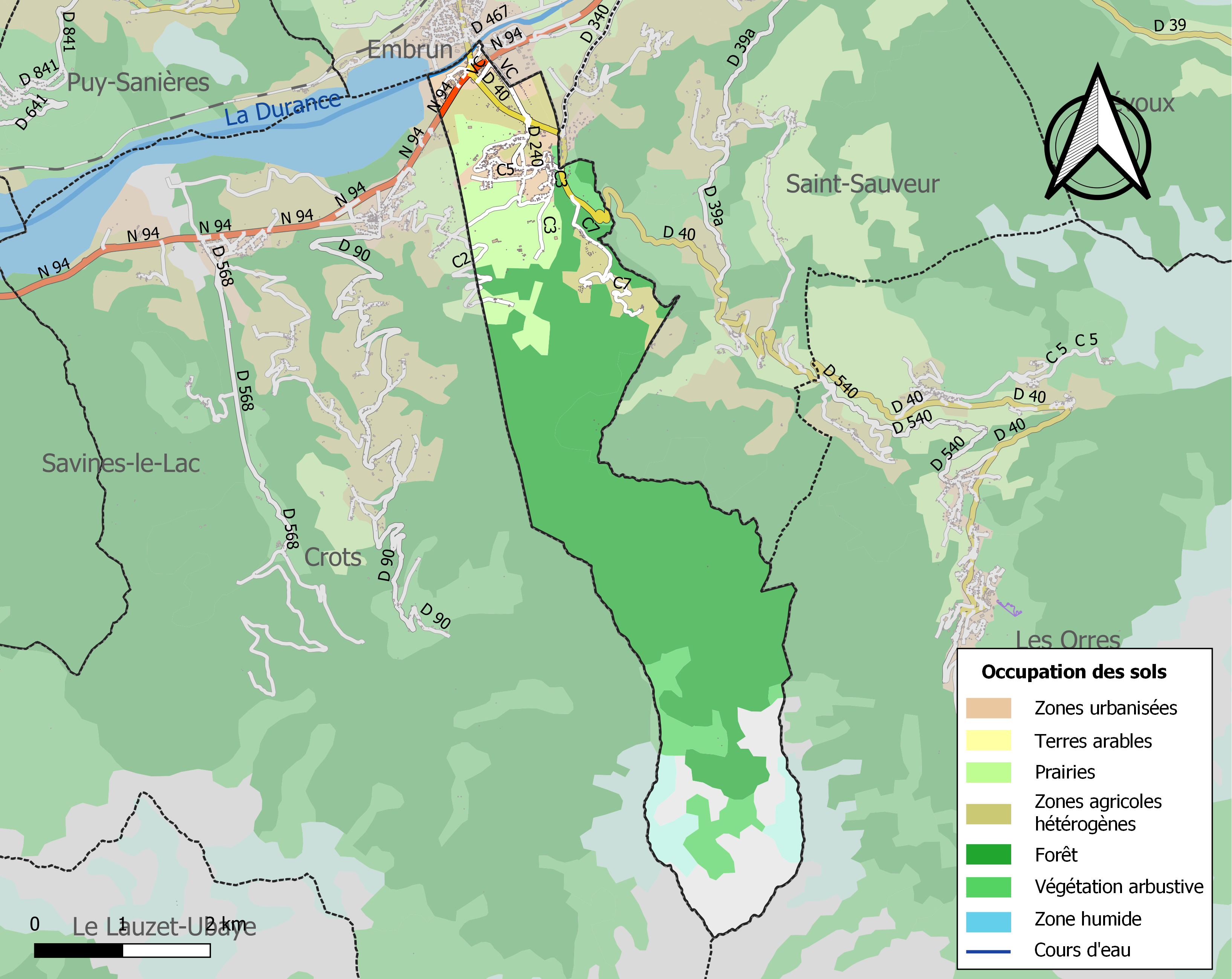
Carte de l'occupation des sols de la commune en 2018 (CLC).

### Structure de l'habitat
Le vieux village est un village-rue s'étendant le long du torrent des Vachères, la grand' rue formant désormais la rue Guillaume-Apollinaire et la rue du Pouzenc. Le village s'est étendu vers l'ouest, avec des lotissements comme la Mûre ou les Grands Champs.
Il existe quelques hameaux : Pied de Chanchorre, les Allemands (renommé la Serbie après la Première Guerre mondiale), Verdun, Champ Rambaud, l'Osselin.

## Toponymie
Le nom de la localité est attesté sous les formes Baraterium et Barater en 1237.
Pour ce toponyme, la signification reste obscure.

## Histoire
La découverte d'une lame de poignard sur les pentes du Pouzenc confirme l'occupation par l'homme de la terre Baratonne dès la fin de l'âge de bronze. Ce vestige est exposé au musée départemental de Gap.
Au Moyen Âge, il existait deux fiefs : Baratier et Verdun. Administrativement et judiciairement, Baratier dépendait d'Embrun. Ses armoiries « d'argent au lévrier de sable accolé de gueules » sont maintenant celles de la commune.
Une autre famille seigneuriale possédait le fief de Verdun. Le site est un peu à l'écart du village qu'il domine, le quartier s'appelle encore « Verdun » ; de la maison subsiste une tour carrée qui parait remonter aux XIIe et XIIIe siècles, elle est englobée dans des constructions « modernes ». Les « Baratier » primitifs reposent dans l'église du village, dans la chapelle dédiée à saint Joseph. Faisant référence à l'état ecclésiastique, la paroisse de Baratier était et reste de nos jours sous le vocable de Saint-Chaffrey.

## Politique et administration

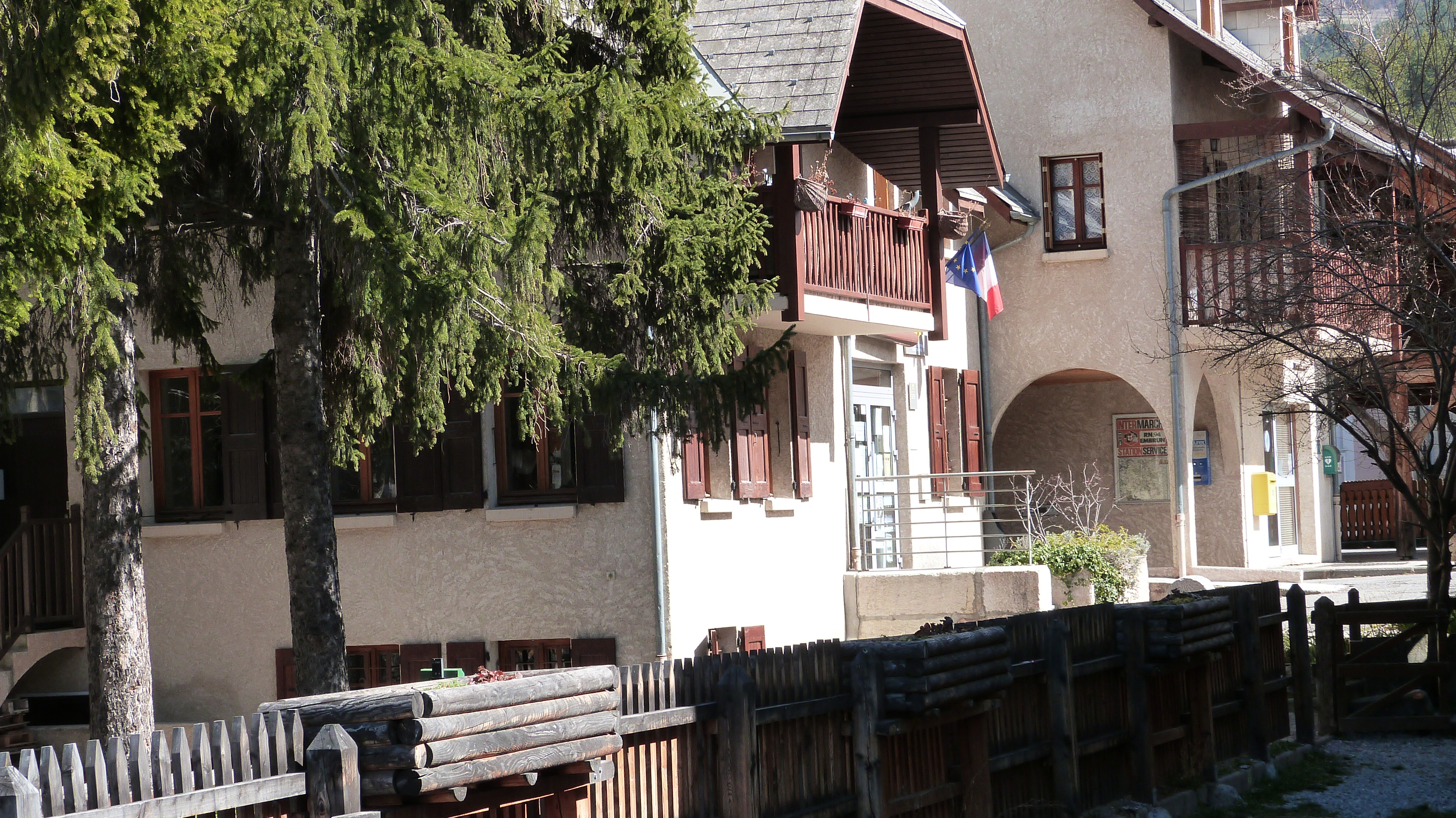
La mairie.

### Liste des maires
| Période                                  | Période   | Identité           | Étiquette | Qualité |
| ---------------------------------------- | --------- | ------------------ | --------- | --- |
| Les données manquantes sont à compléter. |           |                    |           | |
| mars 1983                                | mars 1989 | Henri Bellot       |           | |
| mars 1989                                | mars 2001 | Richard Siri       | DVD       | Conseiller général                                                                                               |
| mars 2001                                | En cours  | Christine Maximin, | LR        | Retraité 1er vice-président de la communauté de communes de l'Embrunais                                          |
| mars 2014                                | mai 2020  | Jean Bernard       |           | Retraité |
| mai 2020                                 | En cours  | Christine Maximin, | DVD       | Profession intermédiaire administrative et commerciale des entreprises Suppléante du sénateur Jean-Michel Arnaud |

### Intercommunalité
Baratier fait partie : 
- jusqu'en 2016, de la communauté de communes de l'Embrunais ;
- à partir du 1er janvier 2017, de la communauté de communes de Serre-Ponçon[22].

## Population et société

### Démographie
L'évolution du nombre d'habitants est connue à travers les recensements de la population effectués dans la commune depuis 1793. Pour les communes de moins de 10 000 habitants, une enquête de recensement portant sur toute la population est réalisée tous les cinq ans, les populations de référence des années intermédiaires étant quant à elles estimées par interpolation ou extrapolation. Pour la commune, le premier recensement exhaustif entrant dans le cadre du nouveau dispositif a été réalisé en 2005.

En 2022, la commune comptait 643 habitants, en évolution de +8,43 % par rapport à 2016 (Hautes-Alpes : +0,4 %, France hors Mayotte : +2,11 %).
| 1793 | 1800 | 1806 | 1821 | 1831 | 1836 | 1841 | 1846 | 1851 |
| ---- | ---- | ---- | ---- | ---- | ---- | ---- | ---- | ---- |
| 227  | 212  | 285  | 286  | 271  | 281  | 300  | 304  | 307  |

| 1856 | 1861 | 1866 | 1872 | 1876 | 1881 | 1886 | 1891 | 1896 |
| ---- | ---- | ---- | ---- | ---- | ---- | ---- | ---- | ---- |
| 295  | 302  | 304  | 267  | 250  | 225  | 218  | 225  | 189  |

| 1901 | 1906 | 1911 | 1921 | 1926 | 1931 | 1936 | 1946 | 1954 |
| ---- | ---- | ---- | ---- | ---- | ---- | ---- | ---- | ---- |
| 207  | 200  | 209  | 201  | 200  | 165  | 198  | 189  | 199  |

| 1962 | 1968 | 1975 | 1982 | 1990 | 1999 | 2005 | 2006 | 2010 |
| ---- | ---- | ---- | ---- | ---- | ---- | ---- | ---- | ---- |
| 198  | 222  | 209  | 243  | 356  | 461  | 519  | 517  | 510  |

| 2015 | 2020 | 2022 | - | - | - | - | - | - |
| ---- | ---- | ---- | - | - | - | - | - | - |
| 559  | 627  | 643  | - | - | - | - | - | - |

### Enseignement
Baratier dispose d'une école maternelle et primaire, qui sert également à une partie de la commune de Saint-Sauveur. Les jeunes scolarisés vont ensuite généralement au collège et dans les lycées d'Embrun.

## Économie
Une centrale hydroélectrique utilisant les eaux du ruisseau des Vachères est implantée sur la commune depuis 1930.
Une zone commerciale rassemblant supermarché, magasins spécialisés et restauration rapide s'est développée à partir des années 1980 sur la route nationale 94.
La proximité du lac de Serre-Ponçon et de la montagne entraîne une offre importante en hébergement et hôtellerie de plein air.

## Culture locale et patrimoine

### Lieux et monuments
- Tour de l’ancienne maison forte de Verdun du XIIe siècle.
- Église du XVIe siècle (dédiée à saint Chaffrey). Sur la façade principale apparaît un cadran solaire réalisé en 1992, qui reprend l’écu de la famille Baratier et la devise « Pauvres mais fiers et bons cœurs ».
- Le château de Baratier, grande bâtisse du XVIIIe siècle.
- La villa gallo-romaine du site du Clapier des Monges (IVe siècle).
- La halle de la place du village, réalisée en mélèze (XXIe siècle).

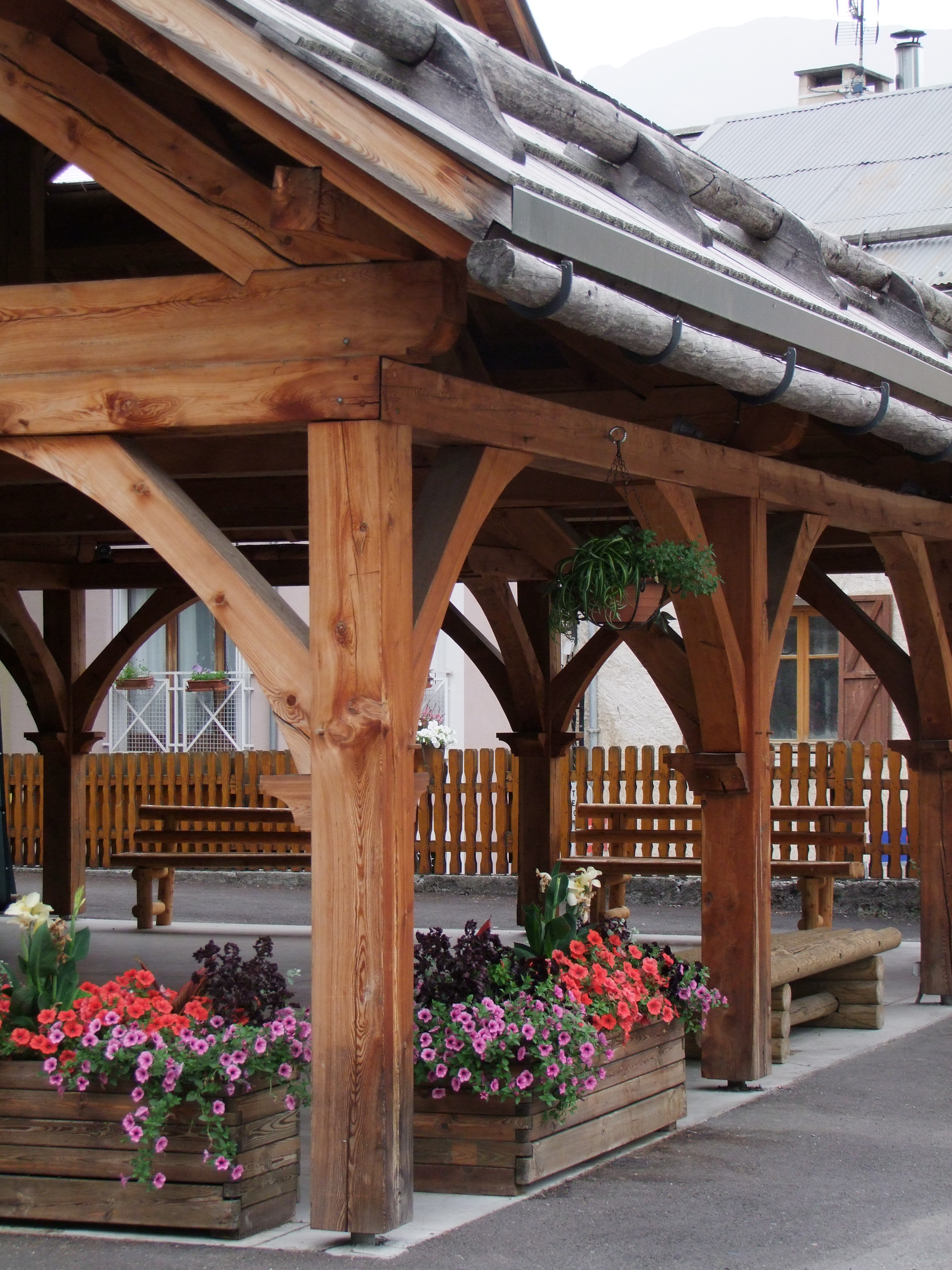
La Halle en mélèze.
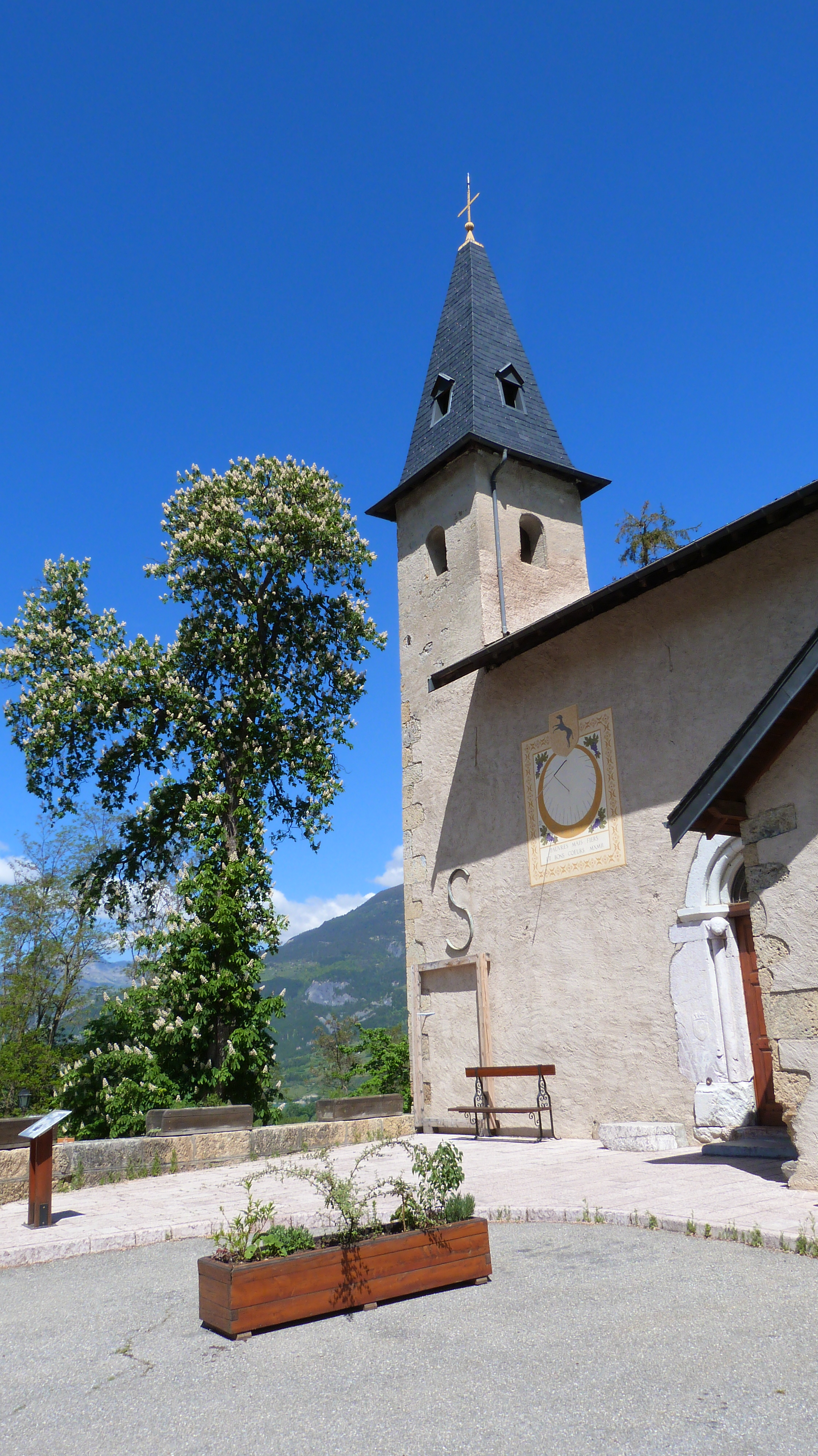
L'église Saint-Chaffrey.
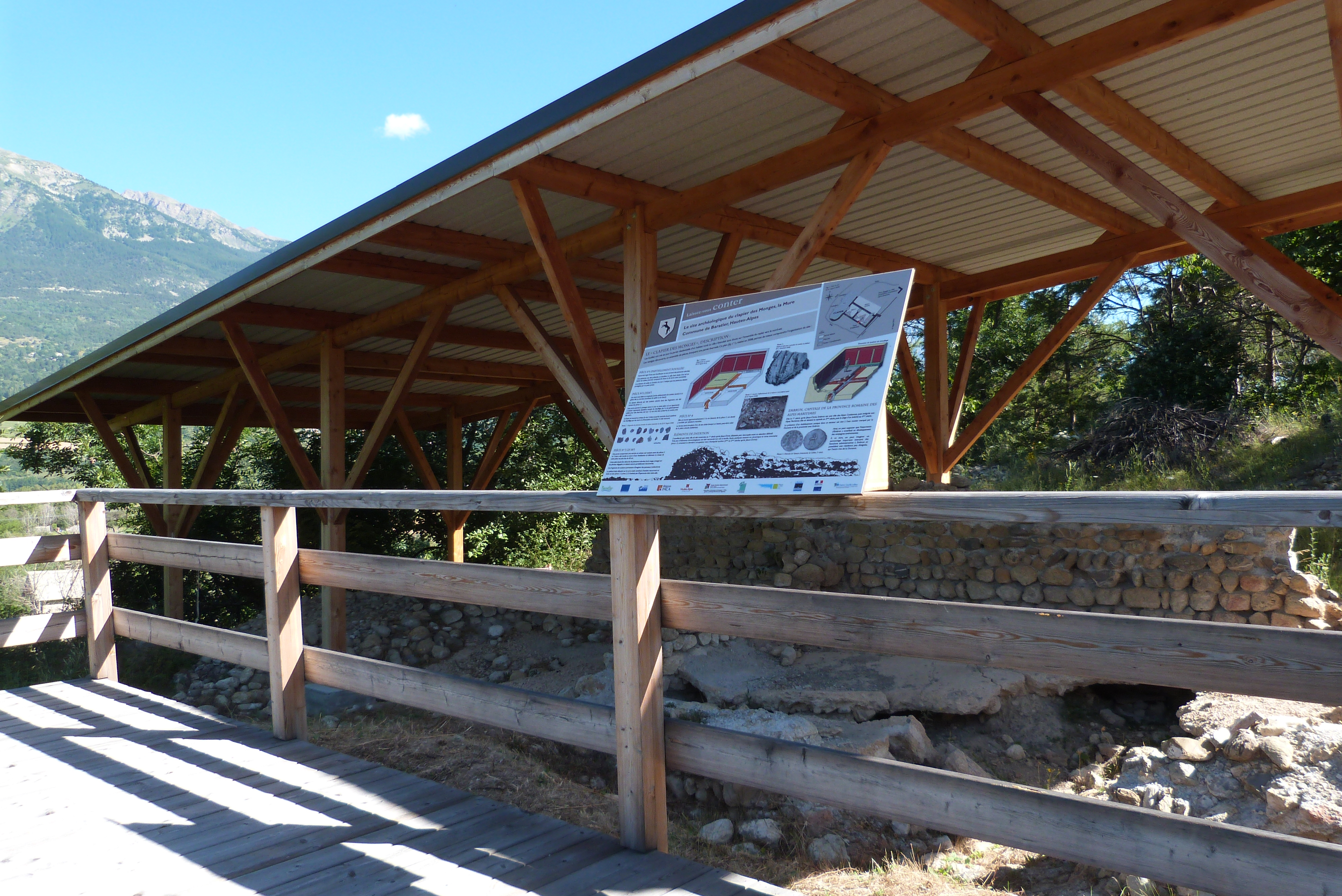
La villa gallo-romaine.

### Sites naturels
- le vallon de Siguret et le mont Pouzenc.
- le lac de Serre-Ponçon et le sentier sur pilotis du Liou à l'embouchure de la Durance.
- la rocade de la forêt de la Mazelière et le hameau ruiné de Charamaille.
- les Vachères (rivière).

### Personnalités liées à la commune
- Jean Davin (1749-1819), général des armées de la République et de l'Empire.
- Timoléon Maurel (1819-1879), inventeur français de l'arithmaurel, né à Batatier (alors Barâtié) ;
- Guillaume Apollinaire évoque Baratier dans l'un des plus célèbres de ses Poèmes à Lou, Si je mourais là-bas. Il y compare la production des fruits de la région avec des « soleils merveilleux ». La référence à Baratier renvoie cependant plus probablement à la villa Baratier, située à Saint-Jean-Cap-Ferrat, où le poète aurait rencontré Lou. Il y a peut-être également un jeu avec le nom du général Albert Baratier, mort sur le front en 1917. La grande rue du village n'en est pas moins nommée rue Guillaume-Apollinaire en son honneur.
- Auguste-Callixte Bonnabel, évêque de Gap de 1932 à 1961, né à l'Osselin et baptisé à l'église du village.

### Héraldique
| Blason de Baratier | Blason  | D'argent au lévrier rampant de sable, colleté et bouclé de gueules. |
| Blason de Baratier | Détails | Le statut officiel du blason reste à déterminer.                    |

### Langue et culture régionales
Baratier fait partie de la zone culturelle occitane. Pour symboliser cette appartenance, la commune a organisé, le 19 novembre 2006, une cérémonie autour du drapeau occitan, à l'image de ce qui se fait dans les vallées occitanes d'Italie.
Le maire de la commune italienne de Crissolo a ainsi porté le drapeau occitan à son homologue de Baratier, pour symboliser la communauté linguistique et culturelle qui unit les deux villages entre eux mais aussi à un ensemble plus vaste.
Cette cérémonie s'est déroulée en présence des autorités du département, ainsi que de groupes musicaux venant d'Embrun, de Baratier et d'Ostana en Italie. Les hymnes occitans Se canta et la Copa Santa ont accompagné la cérémonie.